# 高崎マーチングフェスティバル
高崎マーチングフェスティバル（たかさきマーチングフェスティバル）は、群馬県高崎市で行われているマーチングに関するお祭りである。高崎市の教育文化事業の一環として、市民自らの手で企画・立案し実施する、市民総参加型のイベントである。
毎年10月の土曜日、日曜日に開催される。

## 沿革
きっかけは偶然の出会いから始まった。昭和６３年７月「高崎市多目的ホール建設検討会」で副会長の永長信一氏（全日本吹奏楽連盟名誉会長）と、委員で児玉健一氏（からす川音楽集団代表、誠心館館長）と、委員の堤　志行氏（ＪＣ＝高崎青年会議所）が会議に出席し、その３名を紹介者した、熊井正之氏（群馬県及び高崎市吹奏楽連盟理事長、群響楽員）であった。当初「森とオーケストラ」とのドッキングを考えるが失敗し、永長、児玉、熊井３氏より高崎の吹奏楽界の低迷と音楽教育の現状について説明を受ける。
高崎の人材（天、地、人）９０周年記念事業における人材として、永長信一氏（全日本吹奏楽連盟名誉会長）熊井正之氏（群馬県及び高崎市吹奏楽連盟理事長、群響楽員）児玉健一氏（からす川音楽集団代表、誠心館館長）茂田治男氏（当時の高崎市教育長）などなどマーチングにおける人材の宝庫や、マーチングの効果として教師、学校、競争原理からの生徒の生き生きさやクラブ活動のあり方。丸刈りとユニフォームや、まつりの分化や予算の適性配分化＝マーチングや音楽祭などを模索。そして各地のパレード視察では、東京５月ゴールデンパレード、10月シルバーパレード、大阪の御堂筋パレードや、神戸まつりや、横浜みなと祭り（国際仮装行列）旭川の音楽大行進や、米国カリフォルニア州パサディナRose Paradeやニューヨーク州Veterans Day Paradeを視察した。

大会別の出演団体数（各大会プログラムより）
　西暦     　元号     大会       バンド数
１９９０   平成２年   第１回     ２３団体
１９９１   平成３年   第２回     ２８団体
１９９２   平成４年   第３回     ２８団体
１９９３   平成５年   第４回     ３４団体
１９９４   平成６年   第５回     ３８団体
１９９５   平成７年   第６回     ４５団体
１９９６   平成８年   第７回     ４７団体
１９９７   平成９年   第８回     ４３団体
１９９８   平成10年  第９回     ３８団体
１９９９   平成11年  第１０回   ４４団体
２０００   平成12年  第１１回   ７９団体
２００１   平成13年  第１２回   ５２団体
２００２   平成14年  第１３回   ５３団体
２００３   平成15年  第１４回   ５５団体
２００４   平成16年  第１５回   ５８団体
２００５   平成17年  第１６回   ７４団体
２００６   平成18年  第１７回   ６４団体
２００７   平成19年  第１８回   ６３団体
２００８   平成20年  第１９回   ７６団体
２００９   平成21年  第２０回   ８０団体
２０１０   平成22年  第２１回   ７６団体
２０１１   平成23年  第２２回   ８５団体
２０１２   平成24年  第２３回   ７６団体
２０１３   平成25年  第２４回   ７２団体
２０１４   平成26年  第２５回   ８６団体
２０１５   平成27年  第２６回   ７６団体
２０１６   平成28年  第２７回   ７８団体
２０１７   平成29年  第２８回   ８２団体
２０１８   平成30年  第２９回   ７６団体
２０１９   令和元年   第３０回   ９０団体

各大会別の主な出来事　（★＝パレード中止）
第１回：髙崎市制90周年、綜合警備保障女子儀仗隊、高松中を起点とする市内一周コース
第２回：高崎ＪＣ40周年、米国空軍バンド、城南陸上競技場にてフィールド･ドリル開催
第３回：参加団体による合同演奏及び高崎市合唱連盟の協力による全員合唱
第４回：城南野球場使用、アンパンマンショー開催。キッズ・ドリル始まる
第５回：城南野球場有料化、全面交通規制開始、シンフォニーロード使用
第６回：英国近衛軍楽隊招聘､クラッシクカーパレード､駐日英国大使夫妻来訪､アルフレッド･リード氏訪問
第７回：国内初の世界チャンピオン Blue Devils招聘（米国）
第８回：土曜、日曜の２日開催、ヴィルテン（オーストリア）・創価ルネサンスバンガード､・西宮市春風トランペット鼓隊招聘
第９回：マーチング協会設立､マーチングフェスティバルバンド公募､トルコ軍楽隊招聘､しきしま学園､エレメンタリースクールバンド結成｡土曜日雨天で日曜１日開催
第10回：米国第三海兵遠征軍楽隊招聘、記念大会として写真配布、記念祝賀会開催
第11回：高崎市制１００周年、シンポジウム開催、高崎市内小･中学校全校出場、パレード雨天中止★
第12回：京浜地区の有力バンドを招聘、雨天対策充実
第13回：実行委員会大幅な組織変革、文化庁地域芸術文化活性化事業助成金、パレード雨天中止★
第14回：前年雨天中止のリベンジを果たし、大成功となる
第15回：世界NO.1バンドThe Cavaliersの招聘。初のバンドクリニックの開催
第16回：英国近衛軍楽隊招聘。軍楽隊によるバンドクリニックも開催
第17回：綜合警備女子儀仗隊に農大二高、特別ゲストに石川 直氏のコンサートは大盛況
第18回：市内有力校が西関東大会出場。ゲストはエリック宮城氏を迎えコンサート実施
第19回：市内小学校によるフィールド・ドリル演奏団体８校！初プレ･イベントを駅前で実施
第20回：第20回記念大会として実施。中川英二郎氏を迎え記念コンサート開催
第21回：新ＴＭＦ飯井理事長初開催、コンサート別開催
第22回：東日本大震災後の大会として最初の震災復興チャリティーイベント開催
第23回：両日晴天に恵まれ､ビバーチェが土曜日に出演｡マーチングの楽しさを見せる
第24回：土曜日のキッズを台風の影響で初の中止。後日特別ステージ開催。日曜日例年通り開催
第25回：街角コンサート｡記念コンサート｡米国ＤＣＩチャンピオンバンド、キャロライナクラウン招聘
第26回：新ＴＭＦ阿部理事長初開催｡街角コンサート実施、以後現在まで続く。
第27回：ＴＭＦ協会が第4回ぐんま街･人・建築大賞を受賞｡2月11日ステージ・ドリルショー実施
第28回：高崎アリーナ初開催､土日曜日に雨天でもフロアドリルが開催可能に、パレードは雨天中止★
第29回：パレードコースが短縮され､高崎アリーナでフロアドリルが開催されました
第30回：３０回記念大会として行う｡30回記念として高崎芸術劇場でステージ・ドリルショーを実施
高崎マーチングフェスティバル協会　歴代理事長
初代理事長　：堤　志行　１９８８年（平成１０年）より
第２代理事長：飯井雅裕　２０１０年（平成２２年）より
第３代理事長：阿部貞人　２０１５年（平成２７年）より
関連項目
追記「日本のマーチングバンドのルーツについて」　　横浜開港資料館より
近年における日本のマーチングバンドは国内での活動に留まらず、海外へもその活動を広げてきておりますが、そのマーチングバンドのメンバーとして活躍している皆さん、日本のマーチングバンドのルーツがどこにあるかご存知ですか。１８５３年7月ペリー提督が現在の横須賀市に来航しましたが、日本のマーチングバンドはその時に由来しているのです。
　１８５２年11月、アメリカ東海岸にあるノーフォークという町を出航したペリー提督の率いる“サスケハナ号”、“ミシシッピー号”等のペリー艦隊（日本では、黒船とよばれた。）は、大西洋を渡り、喜望峰、セイロン（現在のスリランカ）、シンガポール、香港、上海を経て琉球（沖縄）までやってきます。実際には琉球の泊港に上陸（１８５３年5月）時の琉球国王に謁見していますので、本来ならばその時が日本にマーチングバンドが伝わった最初なのですが、その時の沖縄は、琉球王国という独立した王国でした。その後、１８５３年7月8日に横須賀の浦賀というところに到着します。当時の江戸幕府と交渉の上、7月14日当時のアメリカ大統領ミラード・フィルモアからの親書を将軍に手渡すために浦賀に上陸します。その時に、音楽隊を使って日本の地に上陸したのですが、それが日本にマーチングバンドが伝わった最初だとされています。
　この時の音楽隊の様子を次の様に伝えた文書が残っています。   
隊形は 
大太鼓役　　　　　　　　一人　　　服装　股引き白
小太鼓役　　　　　　　　五人　　　服装　同じ
横笛隊　　　　　　　　　五人　　　服装　同じ
長さ五寸程の縦笛　　　　二人　　　服装　同じ
曲　笛　　　　　　　　　二人　　　服装　同じ
チャルメル　　　　　　　二人　　　服装　同じ
銅　鑼　　　　　　　　　二人　　　服装　同じ
編成から服装まで細かに記載し、さらに、「異国人が上陸と同時に音楽が始まった。太鼓を打ちながら、隊列が整っていく。これは人間業ではないし、その姿は、一人で走り回るよりも自由におこなわれている所をみると、通常のものではないと見える。まったく驚くことばかりだ。」といい、この行進を見た日本側の警備陣の誰しもが、「戦いをしなくてよかった。」と言う感想を持ったほど、この隊列は一糸乱れぬものであり、それが音楽や太鼓の音で行われていることに普通では考えられないと驚愕している。さらに、太鼓が「トントントントントトトント」と非常に興味ある叩き方をしていると記している。横須賀ペリー記念館によると、この時に演奏された曲は「アルプス一万尺」であるとされている。また、この様子を見て、太鼓の妙技に魅せられ、近代的な軍隊には音楽隊の必要性を感じ、実践した男が、浦賀奉行所同心 金沢種米之助であった。海軍軍楽隊の誕生は、明治４年（１８７１年）現在の横須賀市であるが、その初代の軍楽隊長になったのが当時二十歳の中村裕庸である。彼の最大の功績には「君が代」を制定したことがあげられる。１８７０年９月に、薩長土肥のいわゆる官軍の兵士を明治天皇がご親閲された時に、薩摩軍楽隊によって演奏されたことに始まると言われている。この中村に惹かれたように、鹿児島から上京してきたのが、世界三大マーチのひとつ「軍艦行進曲」の作曲者・瀬戸口籐吉であった。瀬戸口は、１８７７年に横須賀に来航、１８８２年には海軍軍楽隊に入隊した。瀬戸口の名を有名にした「軍艦行進曲」は、１８９７年頃に原曲が完成し、１９００年に現在のようなマーチになった。
　海軍軍楽隊を舞台に活躍した二人の洋楽家がともに、横須賀にいたこと。その横須賀は、ペリー来航以来の太平洋戦争後のジャズまで洋楽とは縁の深い場所であることなど、土地が人を育て、人が土地を育てるとは、こういうことなのであろうか。
　ともあれ、２００３年はペリーが来航し、日本に近代文明をもたらしてから、１５０年をむかえる。横須賀市では、開港サミットや、記念パレードが予定されている。
追記：沖縄県那覇市泊にある外人墓地内（県立泊高校隣）及び横須賀市久里浜（京急久里浜駅より徒歩１５分）にペリー上陸記念碑がある
参考資料：海岸物語／ペリー来航と開国
資料協力：横須賀ペリー記念館